# Heliconius sapho
Espèce
Heliconius sapho est un insecte lépidoptère appartenant à la famille des Nymphalidae, à la sous-famille des Heliconiinae et au genre Heliconius.

## Taxinomie
Heliconius sapho a été décrit par Dru Drury en 1782.

### Sous-espèces
- Heliconius sapho sapho (Drury, 1782)
- Heliconius sapho candidus Brown, 1976; présent en Colombie.
- Heliconius sapho chocoensis Brown & Benson, 1975; présent en Équateur.
- Heliconius sapho hewitsoni Hewitson, 1875; présent au Costa Rica et à Panama.
- Heliconius sapho leuce Doubleday, 1847 ; présent au Mexique, au Costa Rica, au Guatemala[1].

### Noms vernaculaires
Heliconius sapho se nomme Sapho en français, Sapho Longwing en anglais,.

## Description
Heliconius sapho ressemble à Heliconius cydno ( Mimétisme Müllerien),.
C'est un grand papillon d'une envergure d'environ 80 mm aux ailes antérieures à apex arrondi et bord interne concave.
Les ailes antérieures sont bleu ardoise métallisées avec une très large bande blanche à bords irréguliers partant du 1/3 du bord costal à l'angle interne et séparant l'apex qui est de couleur noire du reste de l'aile. Les ailes postérieures sont bleu ardoise métallisées avec une fine bordure marginale blanche.
Le revers est noir avec aux ailes antérieures une très large bande blanche à bords irréguliers séparant l'apex du reste de l'aile et dans la partie basale de petites taches rouge vif, ce qui le différencie de Heliconius cydno.

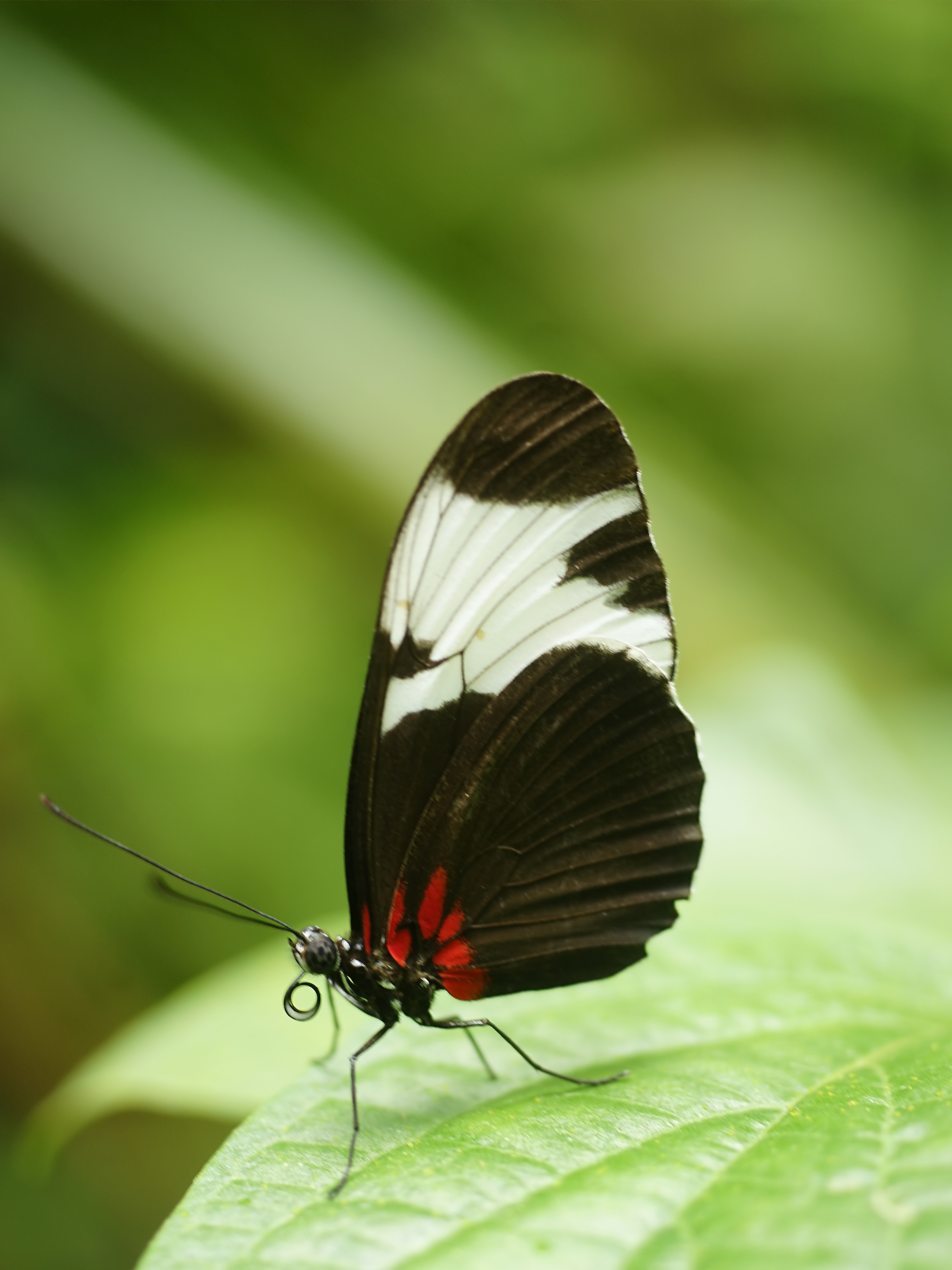
Heliconius sapho revers

## Biologie
L'imago peut vivre plusieurs mois.

### Plantes hôtes
Les plantes hôtes de sa chenille sont des Passifloraceae (Astrophea).

## Écologie et distribution
Heliconius sapho est présent au Mexique, au Costa Rica, au Guatemala, à Panama, en Colombie et en Équateur .

### Biotope
Heliconius sapho réside dans la canopée de la forêt jusqu'à une altitude de 2 000 m.

## Protection
Pas de statut de protection particulier.